# Gentbos
Het Gentbos is een provinciaal domein en bosachtig gebied gelegen in Merelbeke en Bottelare, deelgemeenten van de Belgische gemeente Merelbeke-Melle, en is in de lager gelegen delen van nature een moerasbos.

## Provinciaal domein
Het 28 ha grote domein werd door het provinciebestuur van Oost-Vlaanderen in 1990 aangekocht van de adellijke familie Stas de Richelle. Samen met de gemeente Merelbeke werd een bosbeheerplan en taakverdeling opgesteld waarbij men streeft het natuurbos op een zo natuurlijke mogelijke wijze te beheren. Men kiest voor variatie in de samenstelling van de boomsoorten met beuk, zomereik en es, afgewisseld met grasland. Het Gentbos is Europees beschermd als onderdeel van Natura 2000-gebied 'Bossen van het zuidoosten van de Zandleemstreek' (BE2300044).

## Toegang en toegankelijkheid

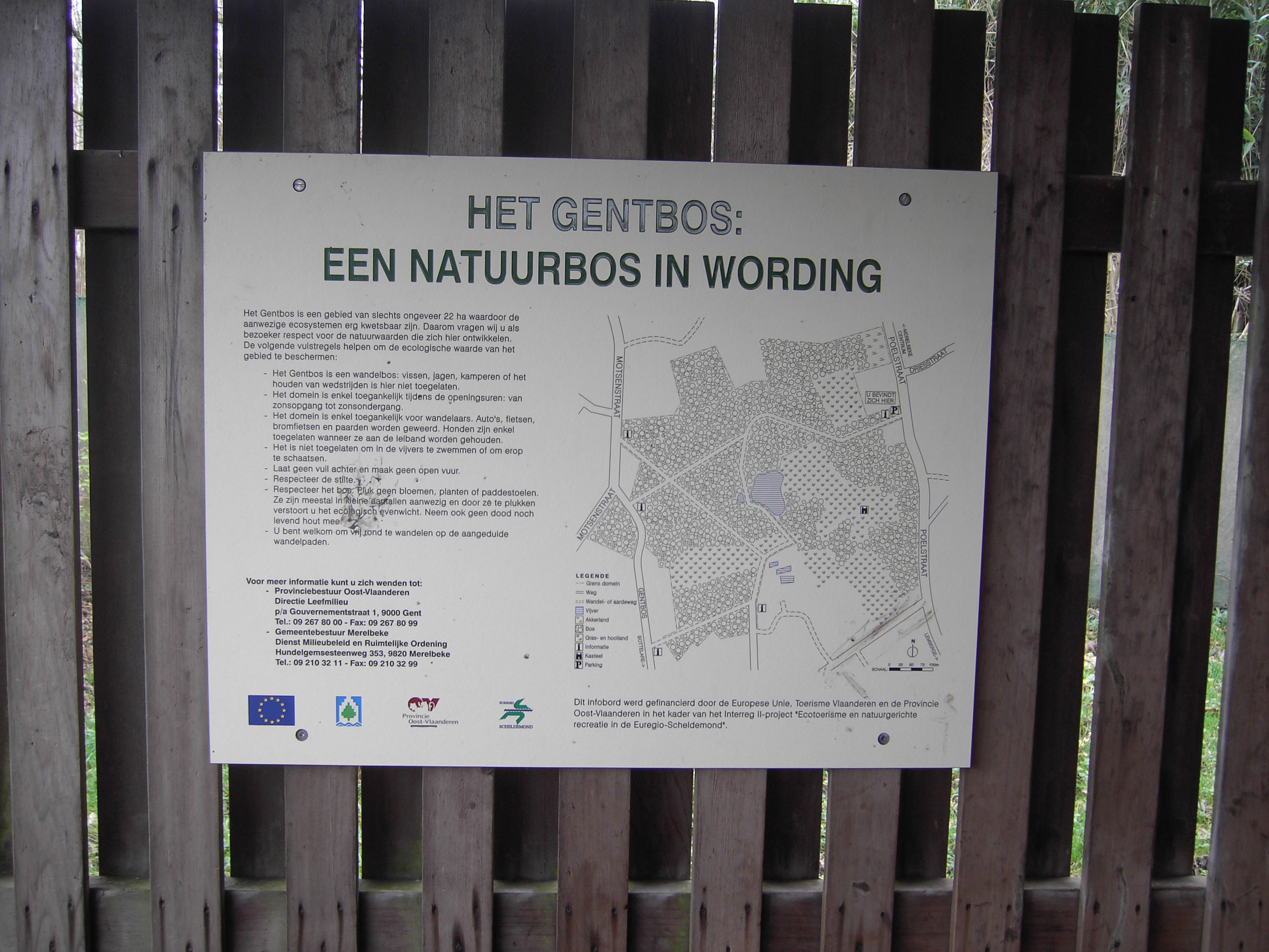
Informatie Gentbos.

Het Gentbos dagelijks vrij te bezoeken en de toegang is gratis van zonsopkomst tot zonsondergang voor wandelaars. De parkeerplaatsen aan de hoofdingang zijn in augustus 2020 rolstoelvriendelijk gemaakt, en in juni 2021 is vooraan in het bos een eerste knuppelpad van 111 meter lang en met een breedte ven 100cm, aangelegd voor rolstoelgebruik en voor kinderwagens om de modderplekken te overbruggen. Begin 2022 werden er dieper in het bos nog twee extra knuppelpaden aangelegd.
Het hart van het Gentbos situeert zich op de kaart vooral bij de kasteelvijver thv het brugje over het water, en zo'n 250 meter verder dan het eindpunt van het houten rolstoelpad.
Fietsers worden niet toegelaten in het bos; daarvoor zijn fietsenstallingen voorzien aan alle mogelijke toegangen om af te stappen. Paardrijden is evenmin toegestaan.

## Afbeeldingen

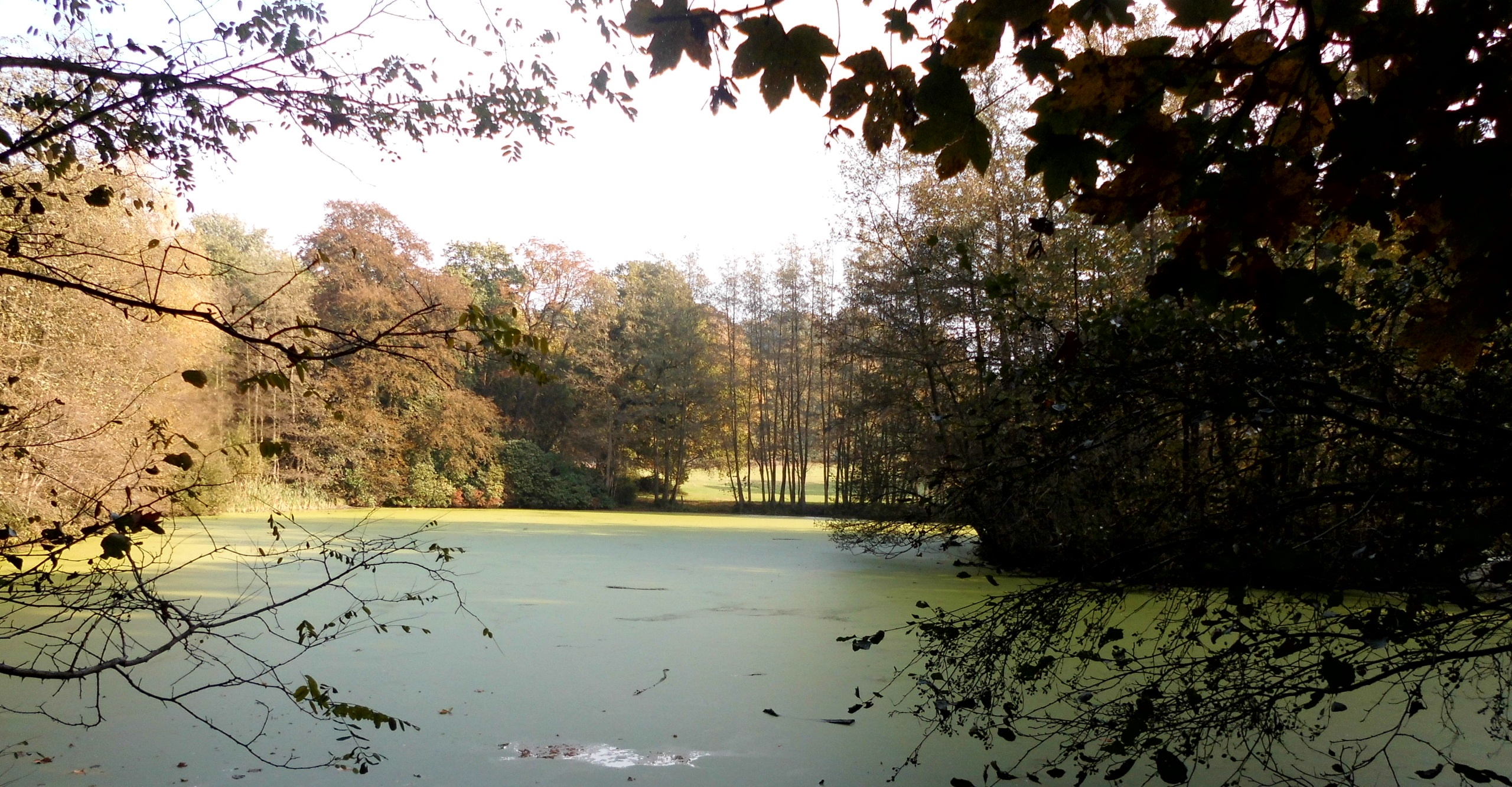
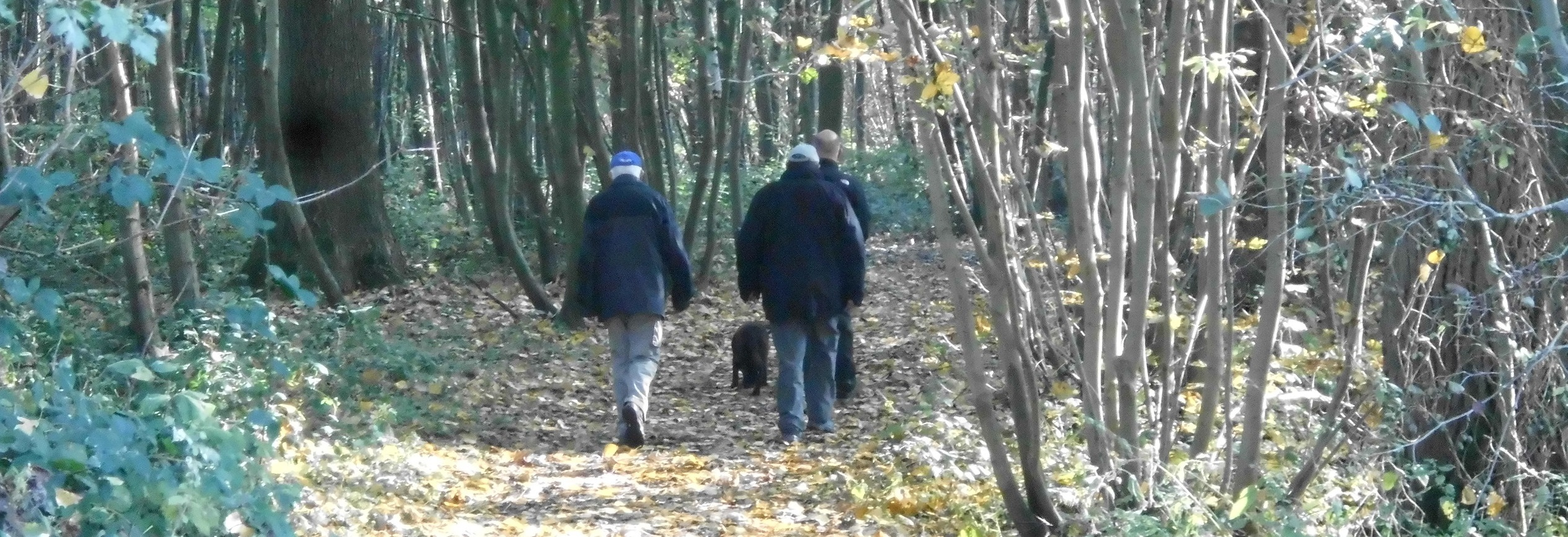